# Joseph Bossi
Pour les articles homonymes, voir Bossi.
Joseph Bossi ou Giuseppe Bossi (né le 29 août 1911 en Suisse et mort à une date inconnue) était un joueur international de football suisse, qui jouait au poste d'attaquant.

## Biographie
Dans sa carrière de club, il évoluait dans l'équipe du championnat suisse du FC Berne lorsqu'il fut sélectionné par l'entraîneur Heini Müller pour disputer la coupe du monde 1934 en Italie.